# Lehel
Lehel est un prénom hongrois masculin, porté parfois comme nom de famille.

## Étymologie
L'origine hongroise est incertaine.

## Équivalents
- Lel
- Lelle (féminin)

## Personnalités portant ce prénom
- Lehel (en) (Lehal, Lail, Lehl ou encore Lel), exécuté en 955 à Ratisbonne, fut un puissant chef de guerre hongrois. Il fut l'un des trois commandants des forces militaires hongroises ayant combattu les armées de l'empereur germanique Otto Ier, lors de la bataille du Lechfeld qui se solda par une défaite hongroise.
- Lehel Somlay (1936-), footballeur hongrois.

## Patronyme
- Jason Lehel, réalisateur, scénariste, producteur, monteur et directeur de la photographie américain.

## Fête
Les "Lehel" se fêtent le 2 août, plus rarement le 26 mars ou le 16 octobre.

## Divers
- Lehel est une station des lignes 4 et 5 du métro de Munich